# Givardon

Givardon este o comună în departamentul Cher, Franța. În 1 ianuarie 2022 avea o populație de 302 de locuitori.